# Nadja Mirmiran
Nadja Mirmiran, född 26 november 1980 i Stockholm är en svensk skådespelare. Mirmiran är utbildad på Stockholms elementära teaterskola och Teaterhögskolan i Göteborg, varifrån hon utexaminerades 2006.

## Teater

### Roller (ej komplett)
| År   | Roll                       | Produktion                                          | Regi                    | Teater                    |
| ---- | -------------------------- | --------------------------------------------------- | ----------------------- | ------------------------- |
| 2005 |                            | Flickan och skulden                                 |                         | Stockholms stadsteater    |
| 2007 |                            | Toten Insel                                         |                         | Strindbergs Intima Teater |
| 2007 | Blanquita                  | Figaros bröllop Pierre de Beaumarchais              | Philip Zandén           | Stockholms stadsteater    |
| 2007 |                            | Västra Kajen                                        |                         | Stockholms stadsteater    |
| 2008 |                            | Bannlyst                                            |                         | Västanå Teater            |
| 2008 | Flickan Uppasserskan Klara | Stora landsvägen August Strindberg                  | Wilhelm Carlsson        | Stockholms stadsteater    |
| 2008 |                            | Mordet på Marat Peter Weiss                         |                         | Stockholms stadsteater    |
| 2008 |                            | Figaros bröllop Pierre de Beaumarchais              |                         | Stockholms stadsteater    |
| 2009 |                            | Figaros bröllop Pierre de Beaumarchais              |                         | Parkteatern               |
| 2009 | Nina Zaretjnaja            | Måsen (Чайка, Tjajka) Anton Tjechov                 | Jan Håkansson           | Stockholms stadsteater    |
| 2010 |                            | Moskva 7 oktober                                    |                         | Stockholms stadsteater    |
| 2010 |                            | Vildanden Henrik Ibsen                              | Torbjörn Astner         | Östgötateatern            |
| 2011 |                            | Anna Karenina                                       |                         | Stockholms stadsteater    |
| 2011 |                            | Trettondagsafton William Shakespeare                |                         | Stockholms stadsteater    |
| 2012 |                            | Fröken Julie August Strindberg                      |                         | Stockholms stadsteater    |
| 2012 |                            | Människor i månsken                                 |                         | Stockholms stadsteater    |
| 2014 | Constance Rita m fl        | Lolita Edward Albee                                 | Nora Nilsson            | Kulturhuset Stadsteatern  |
| 2015 | Kvinna 3                   | Sara Sara Sara America Vera-Zavala                  | Olof Hanson             | Kulturhuset Stadsteatern  |
| 2017 | Selma Lagerlöf             | Selmas salong Gunilla Boëthius och Marianne Goldman | Ann Petrén Gunilla Röör | Kulturhuset Stadsteatern  |

## Filmografi
- 2004 – Baksmälla
- 2007 – Den nya människan
- 2011 – Aldrig nudda mark
- 2013 – Julie

## Övrigt
Mirmiran har även talat in ljudböckern Var är Audrey? av Sophie Kinsella  och En ohelig allians av Maria Vickberg.